# Gulnara (Vorname)
Gulnara (kasachisch, kirgisisch Гульнара) bzw. Gulnora ist ein weiblicher Vorname.

## Herkunft und Bedeutung
Der Name Gulnara ist die kasachische, kirgisische und aserbaidschanische, Gulnora die usbekische Form von Golnar (persisch: گلنار). Dieser ist abgeleitet vom persischen گل (gol) (Blume, Rose) und انار (anar) (Granatapfel).
Varianten sind unter anderem Gulnar, Gülnar, Gülnarə, Golnara und Gulnora.

## Bekannte Namensträgerinnen

### Gulnara
- Gulnara Nurullowna Arschanzewa (* 1973), russische Mathematikerin
- Gulnara Bekirowa (* 1968), ukrainische Historikerin, Archivarin und Hochschullehrerin krimtatarischer Herkunft
- Gulnara Iskanderowna Galkina (* 1978), russische Hindernis-, Mittel- und Langstreckenläuferin und Olympiasiegerin
- Gulnara Islamowna Karimowa (* 1972), usbekische Politikerin, Diplomatin und Unternehmerin
- Gulnara Gainulowna Wygowskaja (* 1980), russische Marathonläuferin

### Gulnora
- Gulnora Karimova (* 1972), usbekische Politikerin, Diplomatin und Unternehmerin